# Francisco Espoz y Mina

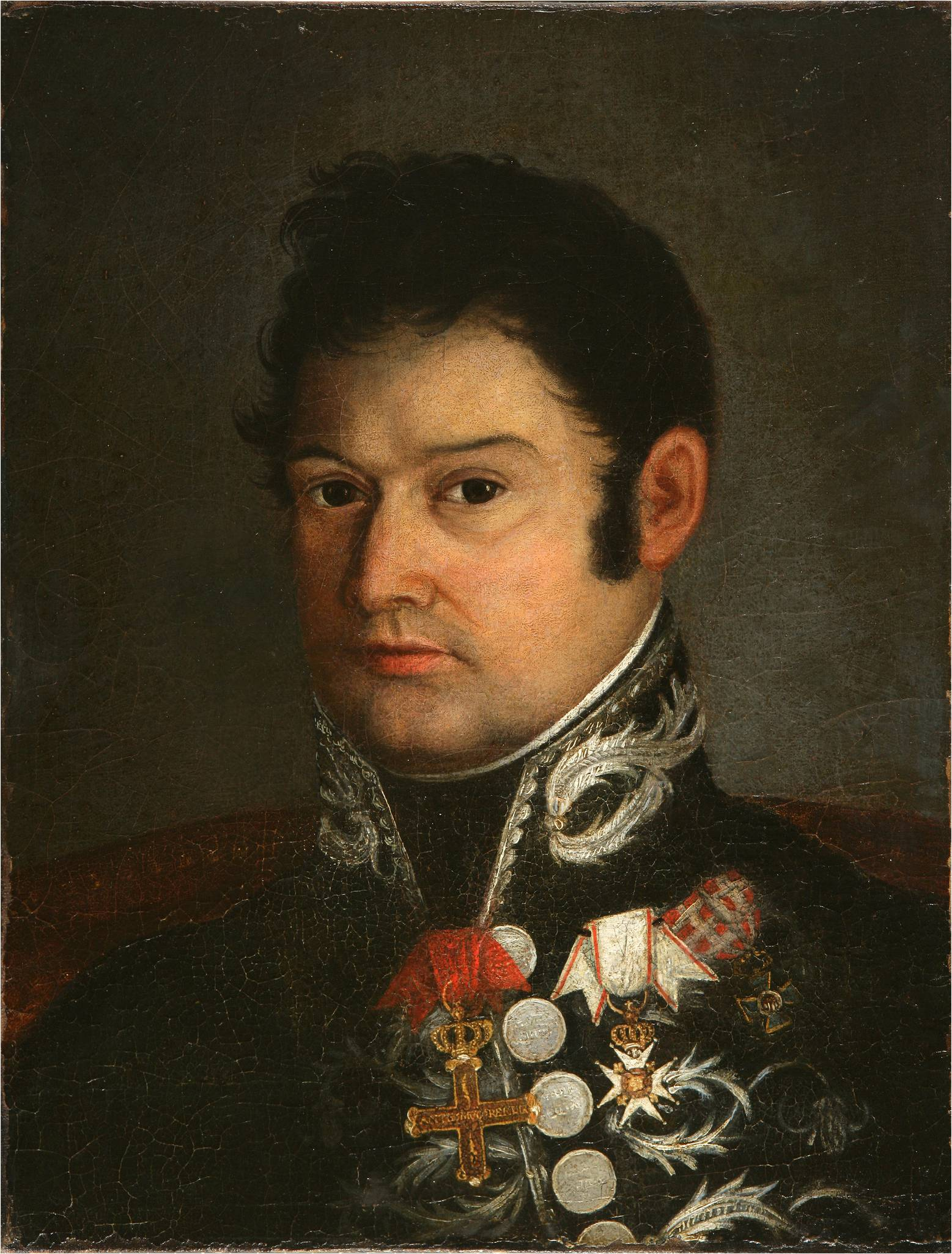
Porträt von General Espoz y Mina.

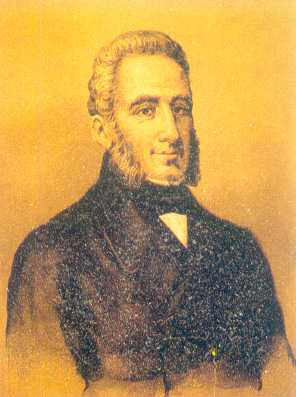
Francisco Espoz y Mina

Francisco Espoz y Mina (* 17. Juni 1781 in Idocin, Navarra, Spanien; † 24. Dezember 1836 in Barcelona, Spanien), auch Francisco Espoz Ilundáin genannt, war ein spanischer Guerillaführer und General.

## Leben
Espoz y Mina entstammte einer Familie aus Freibauern und arbeitete bis zum Einfall Napoleons in Spanien 1808 auf dem Bauernhof seiner Eltern. Während der Napoleonischen Kriege auf der Iberischen Halbinsel trat Espoz y Mina als einfacher Soldat in die Guerilla-Truppe seines Neffen Francisco Javier Mina ein. Nach dessen Gefangennahme im März 1810 führte er die Truppe an und wurde im gleichen Jahr Anführer der Guerrilleros von Navarra. 1813 umfasste seine Armee 11.000 Mann Infanterie und 2500 Reiter und Espoz y Mina führte den Oberbefehl über Navarra, Oberaragon und die baskischen Provinzen. Als Wellington im Herbst 1813 die Pyrenäen überschritt und in Frankreich eindrang, waren auch Espoz y Minas Truppen an dem Feldzug beteiligt. So nahmen sie Mina Jacas ein, rückten bis zur Insel von Oleron vor und belagerten bis zum Waffenstillstand St.-Pied de Port. Nach der Restauration von Ferdinand VII. fiel Espoz y Mina in Ungnade, da er mit seinem Neffen im September 1814 den Versuch machte, die Konstitution von 1812 wiederherzustellen. Durch sein Scheitern musste er ins Ausland flüchten.
Nach dem Aufstand von 1820 kehrte er nach Spanien zurück, sammelte in Navarra erneut seine Guerilleros, wurde 1821 zum Generalkapitän und 1822 zum Generalissimus ernannt. Mit seinen Truppen kämpfte er gegen die Glaubensarmee in Katalonien. Hierbei gelang es ihm zunächst, trotz der völligen Unzulänglichkeit der ihm zur Verfügung stehenden Mittel, die Franzosen über die Pyrenäen zurückzudrängen. Im November besetzte er Seo d’Urgel und organisierte gegen den Einfall der französischen Armee 1823 einen allgemeinen Aufstand. Der Aufstand scheiterte allerdings und Espoz y Mina musste sich nach Barcelona zurückziehen, das er im November an Marschall Moncey übergeben musste.
Espoz y Mina ging daraufhin nach England, wo er 1825 seine Memoiren verfasste. 1830 organisierte er mit Cayetano Valdés einen erneuten Aufstand in Navarra, der aber wiederum kurz darauf niedergeschlagen wurde. Seit 1831 lebte er als Teil der liberalen Emigrantenbewegung unter Agustín Argüelles Álvarez wieder in London. Nach dem Tod Ferdinands VII. brach der Bürgerkrieg in den baskischen Provinzen aus und Königin Christina erlaubte Espoz y Mina die Rückkehr nach Spanien. Am 23. September 1834 ernannte sie ihn zum Oberbefehlshaber der spanischen Nordarmee. Schon zu dieser Zeit war er durch zahlreiche Verwundungen und die Beanspruchung seiner Dienstjahre krank und körperlich und geistig verfallen. Die ihm zur Verfügung gestellten Truppen waren darüber hinaus schwach und demoralisiert – außerdem kam sein Konkurrent, der Guerillaführer Tomás de Zumalacárregui, in der gleichen Zeit zu großen Erfolgen. So trat er schon am 8. April 1835 von dem Kommando zurück. Im Oktober wurde er von dem Ministerpräsidenten Juan Álvarez Mendizábal erneut zum Generalkapitän von Katalonien ernannt. Im August 1836 half er noch dabei, zusammen mit meuternden Wachsoldaten des Palacio Real, Königin Christina zur Annahme einer Verfassung zu zwingen, bevor er im Dezember 1836 verstarb.

## Nachwirkungen
Espoz y Minas Memoiren wurden nach seinem Tod von seiner Witwe veröffentlicht. Der Platz Plaza de Mina in Cádiz ist nach ihm benannt.

## Schriften
- Breve extracto de la vida del General Mina, London, 1825.